# Buvaisar Saitiev
Buvaisar Hamidovich Saitiev (em russo: Бувайсар Хамидович Сайтиев, em checheno: Сайт КIант Бувайса; 11 de março de 1975 - 2 de março de 2025) foi um lutador e político russo. Seu total de nove medalhas de ouro em nível mundial (três Olimpíadas, seis Campeonatos Mundiais) na luta livre é o segundo maior, atrás das 10 de Aleksandr Medved. Saitiev é amplamente considerado o maior lutador de estilo livre de todos os tempos;    em 2007, Saitiev, ao lado do praticante greco-romano Aleksandr Karelin, foram eleitos os melhores lutadores da história do esporte pela FILA. 
Após sua aposentadoria das competições, Saitiev atuou como deputado interino da Duma Estatal no Daguestão de 2016 até deixar o cargo em 2021. Em 2015, ele se tornou presidente da Federação Chechena de Luta Livre, cargo que ocupou até sua morte em 2025.   Ele morreu após cair de uma janela.

## Carreira de luta livre
Saitiev ganhou nove medalhas de ouro de nível mundial. Ele foi seis vezes campeão mundial e três vezes campeão olímpico. Sua carreira internacional de nível sênior começou em 1994 e continuou até as Olimpíadas de Verão de 2008 em Pequim, China. Em treze anos, ele competiu em onze campeonatos mundiais ou olímpicos, ganhando nove medalhas de ouro nesses eventos e perdendo apenas duas lutas. Saitiev venceu os campeonatos mundiais em 1995, 1997, 1998, 2001, 2003 e 2005, e as Olimpíadas em 1996, 2004 e 2008.